# کلامیدیوفیلا پسی‌تاسی
کلامیدیوفیلا پسی‌تاسی (به انگلیسی: Chlamydophila psittaci)، نوعی باکتری داخل سلولی است که موجب عفونت‌های مُهلک و کُشنده‌ای در پرندگان، پستانداران و انسان می‌شود. این باکتری از طریق استنشاق (تنفس)، تماس یا خوردن منتقل می‌شود. بیماری ایجاد شده توسط این باکتری، پسیتاکوز (به لاتین: psittacosis)، تب طوطی(به انگلیسی: parrot fever)  یا اورنیتوزیس (به لاتین: ornithosis) نام دارد. علائم اولیه بیماری در انسان و پرندگان شبیه آنفلوانزا است. تب، سردرد، بی اشتهایی، گلودرد، ترس از نور و غیره از علائم غیر اختصاصی پسیتاکوز هستند. سپس به حالت پنومونی (ذات الریه) تهدید کننده زندگی تبدیل می‌شود. این باکتری در پرندگان به شکل خفته ممکن است وجود داشته باشد و بر اثر فشارهای عصبی و سوء تغذیه، فعال شود. پرندگان، بهترین ناقلین باکتری هستند.
عفونت در پرندگان به شکل سیستمیک، شدید، حاد یا مزمن است. عفونت در پرندگان، سلول‌های مخاطی و ماکروفاژهای سیستم تنفسی را آلوده می‌سازد. عفونت خون در پرنده ایجاد می‌شود و باکتری در بافت‌ها مانند طحال وجود دارد. باکتری از طریق مدفوع پرنده نیز دفع می‌شود. تنفس مدفوع خشک شده یا جابجا کردن بافت‌های آلوده (گوشت) پرنده می‌تواند انسان را آلوده کند.
میزبان اصلی طوطی سانان(عروس هلندی،کاسکو،ماکائو،مرغ عشقو...) می باشد ، هر چند در کبوتر و مرغ و پرندگان وحشی نیز ممکن است وجود داشته باشد.
تظاهرات بالینی بیماری در پرندگان زینتی توام با درجاتی از بی حالی و کاهش اشتها ، اسهال سبز رنگ ، کاهش وزن ، ترشحات چشمی و پرهای پف کرده است.عفونت اغلب مزمن یا تحت بالینی است.
از بیماری های شغلی (دامپزشکان،پرنده فروشان، صاحبان پرنده...) بوده و در سرتاسر جهان گزارش شده است.
توصیه اکید به شستشوی دست و استفاده از ماسک در حین تماس با پرنده مشکوک می شود.

## طبقه‌بندی
سرووار (سروتیپ) A در طوطی‌ها به شکل اندمیک وجود دراد و به‌طور اسپورادیک، انسان و سایر پستانداران را درگیر می‌کند. سرووار B در کبوترها به شکل اندمیک وجود دارد. از بوقلمون نیز جدا شده‌است و موجب سقط جنین در دام‌ها می‌شود. سرووارهای C و D در شاغلین قصاب خانه‌ها که با پرندگان در تماس هستند، دیده شده‌است. سروورا E از بسیاری از پرندگان مختلف جدا شده‌است و موجب اپیدمی‌هایی در انسان در دهه ۱۹۲۰ و ۱۹۳۰ شده‌است. مخزن دقیق سرووار E هنوز ناشناخته باقیمانده‌است. بسیاری از سویه‌های کلامیدیوفیلا پسی تاسی به فاژها حساس هستند.

## چرخه زندگی

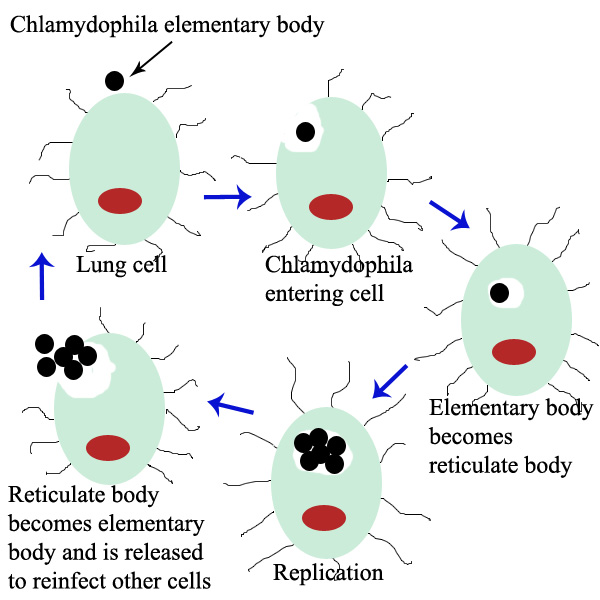
چرخه زندگی کلامیدیوفیلا پسی تاسی

چرخه زندگی کلامیدیوفیلا پسی تاسی مانند کلامیدیا تراکوماتیس است.

## تشخیص آزمایشگاهی
پزشک از طریق علائم بالینی و تایید آن‌ها با استفاده از تست‌های ثبوت کمپلمان(به انگلیسی: complement fixation)، میکروایمونوفلورسانس (به انگلیسی: microimmunofluorescence)و PCR عفونت را تشخیص می‌دهد.

## درمان
از تتراسایکلین و ماکرولیدها به صورت خوراکی یا تزریقی برای درمان (۱۰ تا ۱۴ روز)استفاده می‌شود.